# مسوكي
مَسُوكِي ( بالعبرية : מסוקי) هو حساء يهودي تقليدي لدى اليهود الجزائريين والتونسيين، ويؤكل غالبًا خلال الأعياد وفي معظمها أثناء الاحتفال بعيد الفصح.
يحتوي الحساء، كما هو معتاد في بعض المجتمعات التونسية، على مجموعة مختارة من الخضروات الموسمية ولحم الضأن والمتزه. ومن الشائع أن يقال إن مكونات الطبق، لحم الضأن، والمتزه، والخضروات، هي ضد "الفصح والمتزه والمرور".